# Mesa del Corozo
Mesa del Corozo är en ort i Mexiko.   Den ligger i kommunen Landa de Matamoros och delstaten Querétaro Arteaga, i den sydöstra delen av landet, 200 km norr om huvudstaden Mexico City. Mesa del Corozo ligger 1 230 meter över havet och antalet invånare är 170.
Terrängen runt Mesa del Corozo är bergig söderut, men norrut är den kuperad. Runt Mesa del Corozo är det ganska glesbefolkat, med 42 invånare per kvadratkilometer. Närmaste större samhälle är Chapulhuacán, 17,0 km öster om Mesa del Corozo. I omgivningarna runt Mesa del Corozo växer huvudsakligen savannskog.